# Leichtathletik-Weltmeisterschaften 1999/100 m der Frauen

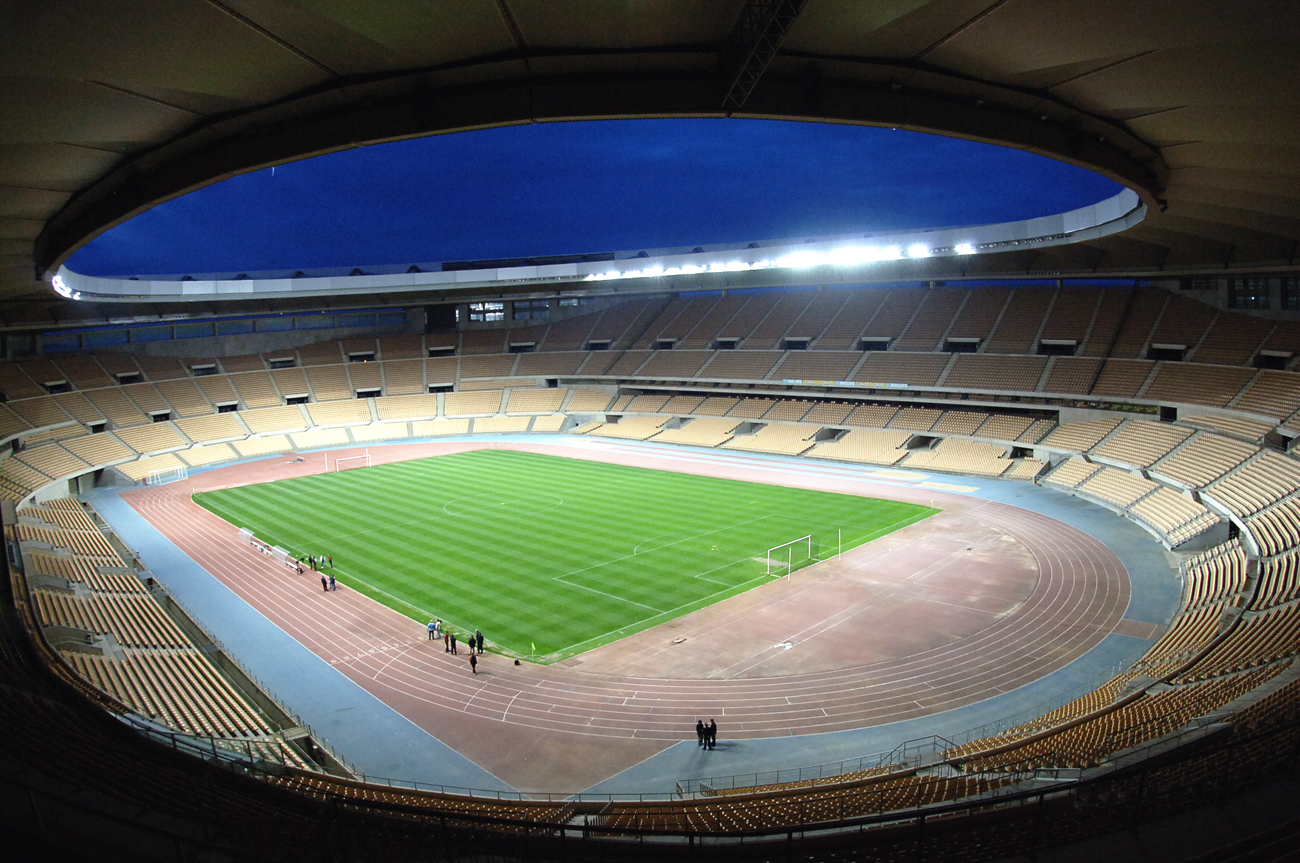
Das Olympiastadion von Sevilla im Jahr 2011

Der 100-Meter-Lauf der Frauen bei den Leichtathletik-Weltmeisterschaften 1999 wurde am 21. und 22. August 1999 im Olympiastadion der spanischen Stadt Sevilla ausgetragen.
In diesem Wettbewerb errangen die US-amerikanischen Sprinterinnen einen Doppelsieg. Weltmeisterin wurde die Titelverteidigerin Marion Jones, die bei den Weltmeisterschaften 1997 auch Gold mit ihrer 4-mal-100-Meter-Staffel gewonnen hatte. Hier in Sevilla gab es einen Tag nach dem Sprinterfolg noch Bronze im Weitsprung. Den zweiten Rang belegte Inger Miller, die 1996 als Mitglied der 4-mal-100-Meter-Staffel Olympiagold errungen hatte und hier fünf Tage später Weltmeisterin über 200 Meter wurde. Bronze ging an die Griechin Ekaterini Thanou.

## Rekorde

### Bestehende Rekorde
| Weltrekord               | 10,49 s | Florence Griffith-Joyner | Indianapolis, USA                 | 16. Juli 1988   |
| Weltmeisterschaftsrekord | 10,82 s | Gail Devers              | WM 1993 in Stuttgart, Deutschland | 16. August 1993 |
| Weltmeisterschaftsrekord | 10,82 s | Merlene Ottey            | WM 1993 in Stuttgart, Deutschland | 16. August 1993 |

### Rekordverbesserung
Die US-amerikanische Weltmeisterin Marion Jones verbesserte den bestehenden WM-Rekord zweimal:
- 10,76 s – 4. Viertelfinale am 21. August (Wind: +0,3 m/s)
- 10,70 s – Finale am 22. August (Wind: −0,1 m/s)

Außerdem wurden drei Landesrekorde aufgestellt:
- 12,30 s – Emma Wade (Belize), 6. Vorlauf am 21. August (Wind: +0,4 m/s)
- 10,86 s – Ekaterini Thanou (Griechenland), 1. Viertelfinale am 21. August (Wind: −0,3 m/s)
- 11,17 s – Natallja Safronnikawa (Belarus), 4. Viertelfinale am 21. August (Wind: +0,3 m/s)

## Vorrunde
5. August 1999, 17:35 Uhr
Die Vorrunde wurde in sieben Läufen durchgeführt. Die ersten drei Athletinnen pro Lauf – hellblau unterlegt – sowie die darüber hinaus elf zeitschnellsten Läuferinnen – hellgrün unterlegt – qualifizierten sich für das Viertelfinale.

### Vorlauf 1
21. August 1999, 10:45 Uhr
Wind: −0,6 m/s
| Platz | Name                 | Nation         | Zeit (s) |
| ----- | -------------------- | -------------- | -------- |
| 1     | Marion Jones         | USA            | 11,22    |
| 2     | Andrea Philipp       | Deutschland    | 11,38    |
| 3     | Lauren Hewitt        | Australien     | 11,41    |
| 4     | Kim Gevaert          | Belgien        | 11,48    |
| 5     | Christine Bloomfield | Großbritannien | 11,61    |
| 6     | Tan Shieh Li         | Singapur       | 12,40    |
| 7     | Anais Oyembo         | Gabun          | 12,46    |

### Vorlauf 2
21. August 1999, 10:51 Uhr
Wind: −0,4 m/s
| Platz | Name               | Nation      | Zeit (s) |
| ----- | ------------------ | ----------- | -------- |
| 1     | Christine Arron    | Frankreich  | 11,10    |
| 2     | Irina Priwalowa    | Russland    | 11,45    |
| 3     | Cheryl Taplin      | USA         | 11,45    |
| 4     | Wendy Hartmann     | Südafrika   | 11,49    |
| 5     | Aminata Diouf      | Senegal     | 11,65    |
| 6     | Monica Twum        | Ghana       | 11,70    |
| 7     | Jennifer Caraballo | Puerto Rico | 12,43    |

### Vorlauf 3
21. August 1999, 10:57 Uhr
Wind: −0,3 m/s
| Platz | Name              | Nation              | Zeit (s) |
| ----- | ----------------- | ------------------- | -------- |
| 1     | Inger Miller      | USA                 | 11,21    |
| 2     | Debbie Ferguson   | Bahamas             | 11,34    |
| 3     | Katia Benth       | Frankreich          | 11,42    |
| 4     | Joice Maduaka     | Großbritannien      | 11,43    |
| 5     | Marion Wagner     | Deutschland         | 11,57    |
| 6     | Heather Samuel    | Antigua und Barbuda | 11,65    |
| 7     | Joanna Hoareau    | Seychellen          | 12,14    |
| 8     | Ekundayo Williams | Sierra Leone        | 13,08    |

### Vorlauf 4
21. August 1999, 11:03 Uhr
Wind: −0,2 m/s
| Platz | Name                       | Nation     | Zeit (s) |
| ----- | -------------------------- | ---------- | -------- |
| 1     | Chandra Sturrup            | Bahamas    | 11,32    |
| 2     | Liliana Allen              | Mexiko     | 11,39    |
| 3     | Susanthika Jayasinghe      | Sri Lanka  | 11,42    |
| 4     | Johanna Manninen           | Finnland   | 11,52    |
| 5     | Nova Peris                 | Australien | 11,52    |
| 6     | Oxana Ekk                  | Russland   | 11,54    |
| 7     | Hanitriniaina Rakotondrabé | Madagaskar | 11,59    |

### Vorlauf 5
21. August 1999, 11:09 Uhr
Wind: −0,7 m/s
| Platz | Name                  | Nation       | Zeit (s) |
| ----- | --------------------- | ------------ | -------- |
| 1     | Ekaterini Thanou      | Griechenland | 11,10    |
| 2     | Philomena Mensah      | Kanada       | 11,24    |
| 3     | Mercy Nku             | Nigeria      | 11,38    |
| 4     | Natallja Safronnikawa | Belarus      | 11,44    |
| 5     | Myriam Léonie Mani    | Kamerun      | 11,61    |
| 6     | Gabi Rockmeier        | Deutschland  | 11,62    |
| 7     | Litiana Miller        | Fidschi      | 14,23    |

### Vorlauf 6
21. August 1999, 11:15 Uhr
Wind: +0,4 m/s
| Platz | Name                       | Nation    | Zeit (s) |
| ----- | -------------------------- | --------- | -------- |
| 1     | Petja Pendarewa            | Bulgarien | 11,16    |
| 2     | Savatheda Fynes            | Bahamas   | 11,21    |
| 3     | Endurance Ojokolo          | Nigeria   | 11,42    |
| 4     | Lucimar Aparecida de Moura | Brasilien | 11,51    |
| 5     | Martha Adusei              | Kanada    | 11,53    |
| 6     | Emma Wade                  | Belize    | 12,30 NR |
| 7     | Yah Soucko Koïta           | Mali      | 12,48    |

### Vorlauf 7
21. August 1999, 11:21 Uhr
Wind: −0,6 m/s
| Platz | Name                   | Nation     | Zeit (s) |
| ----- | ---------------------- | ---------- | -------- |
| 1     | Schanna Pintussewytsch | Ukraine    | 11,20    |
| 2     | Gail Devers            | USA        | 11,32    |
| 3     | Natalja Ignatowa       | Russland   | 11,40    |
| 4     | Peta-Gaye Dowdie       | Jamaika    | 11,44    |
| 5     | Motoka Kojima          | Japan      | 11,64    |
| 6     | Lyubov Perepelova      | Usbekistan | 11,78    |
| 7     | Siulolo Liku           | Tonga      | 12,78    |
| 8     | Lucy Seiulialii        | Samoa      | 15,61    |

## Viertelfinale
Aus den vier Viertelfinalläufen qualifizierten sich die jeweils ersten vier Athletinnen – hellblau unterlegt – für das Halbfinale.

### Viertelfinallauf 1
21. August 1999, 18:55 Uhr
Wind: −0,3 m/s
| Platz | Name             | Nation       | Zeit (s) |
| ----- | ---------------- | ------------ | -------- |
| 1     | Ekaterini Thanou | Griechenland | 10,86 NR |
| 2     | Chandra Sturrup  | Bahamas      | 11,00    |
| 3     | Mercy Nku        | Nigeria      | 11,09    |
| 4     | Gail Devers      | USA          | 11,10    |
| 5     | Katia Benth      | Frankreich   | 11,28    |
| 6     | Wendy Hartmann   | Südafrika    | 11,46    |
| 7     | Oxana Ekk        | Russland     | 11,60    |
| 8     | Peta-Gaye Dowdie | Jamaika      | 12,01    |

### Viertelfinallauf 2

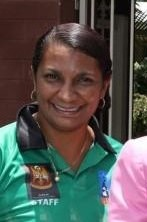
Nova Peris (im Jahr 2012) erzielte als Siebte ihres Viertelfinallaufs 11,36 s und schied damit aus
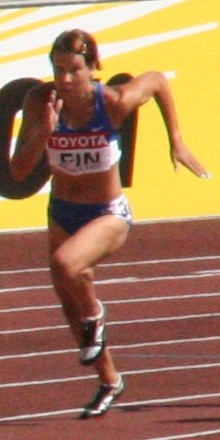
Johanna Manninens 11,45 s reichten nicht zum Erreichen des Halbfinals

21. August 1999, 19:01 Uhr
Wind: +0,7 m/s
| Platz | Name                   | Nation         | Zeit (s) |
| ----- | ---------------------- | -------------- | -------- |
| 1     | Inger Miller           | USA            | 10,86    |
| 2     | Schanna Pintussewytsch | Ukraine        | 10,94    |
| 3     | Andrea Philipp         | Deutschland    | 11,06    |
| 4     | Liliana Allen          | Mexiko         | 11,10    |
| 5     | Endurance Ojokolo      | Nigeria        | 11,14    |
| 6     | Joice Maduaka          | Großbritannien | 11,28    |
| 7     | Nova Peris             | Australien     | 11,36    |
| 8     | Johanna Manninen       | Finnland       | 11,45    |

### Viertelfinallauf 3

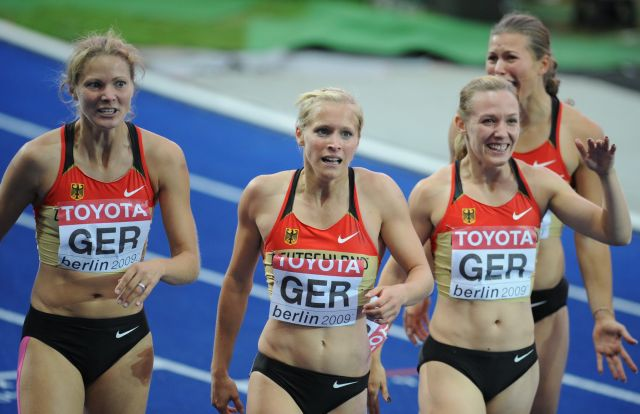
Marion Wagner (ganz links) scheiterte mit ihren 11,51 s im Viertelfinale
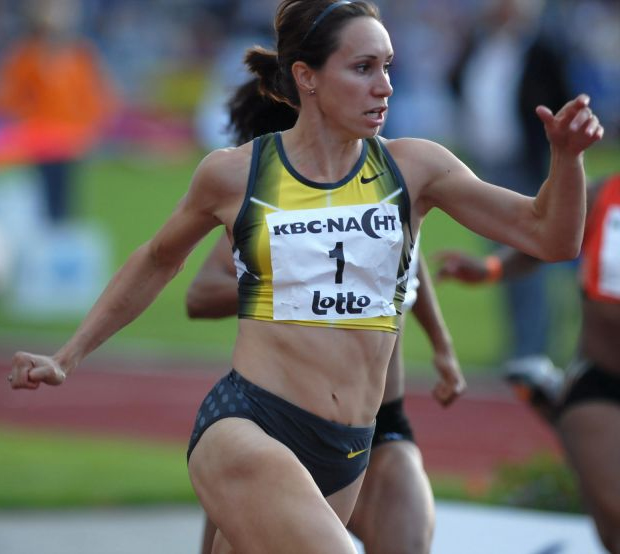
Kim Gevaerts 11,54 s waren zu wenig, um im Halbfinale dabei zu sein

21. August 1999, 19:07 Uhr
Wind: −0,5 m/s
| Platz | Name             | Nation      | Zeit (s) |
| ----- | ---------------- | ----------- | -------- |
| 1     | Christine Arron  | Frankreich  | 11,00    |
| 2     | Philomena Mensah | Kanada      | 11,09    |
| 3     | Savatheda Fynes  | Bahamas     | 11,20    |
| 4     | Lauren Hewitt    | Australien  | 11,28    |
| 5     | Cheryl Taplin    | USA         | 11,33    |
| 6     | Natalja Ignatowa | Russland    | 11,39    |
| 7     | Marion Wagner    | Deutschland | 11,51    |
| 8     | Kim Gevaert      | Belgien     | 11,54    |

### Viertelfinallauf 4

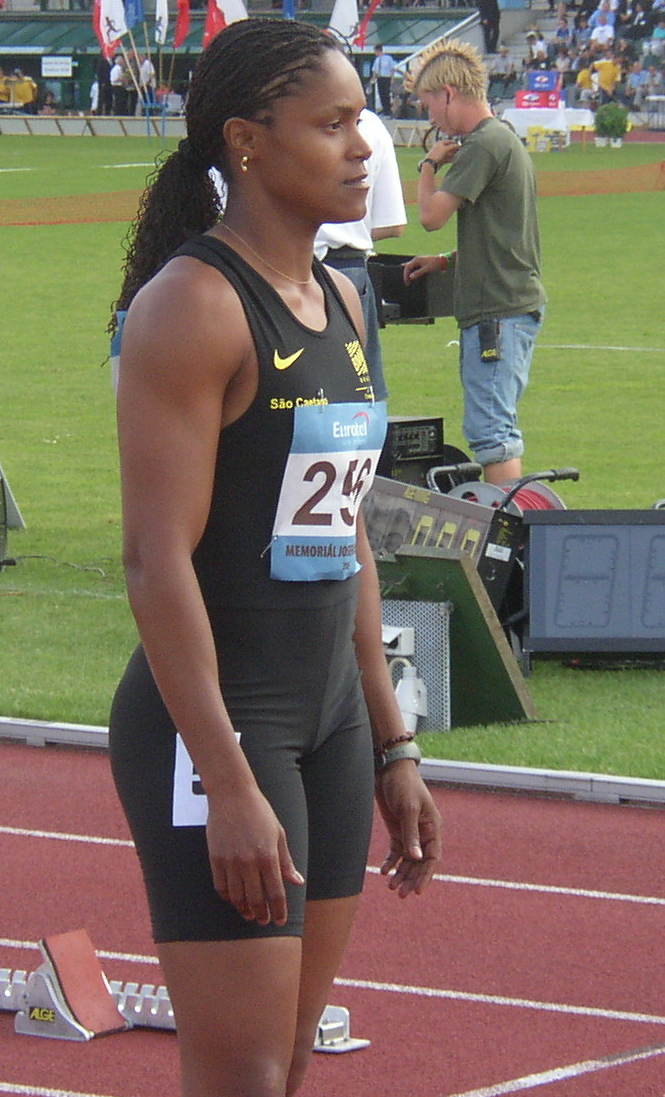
Lucimar Aparecida de Moura verpasste die Halbfinalteilnahme als Fünfte ihres Viertelfinallaufs um einen Rang
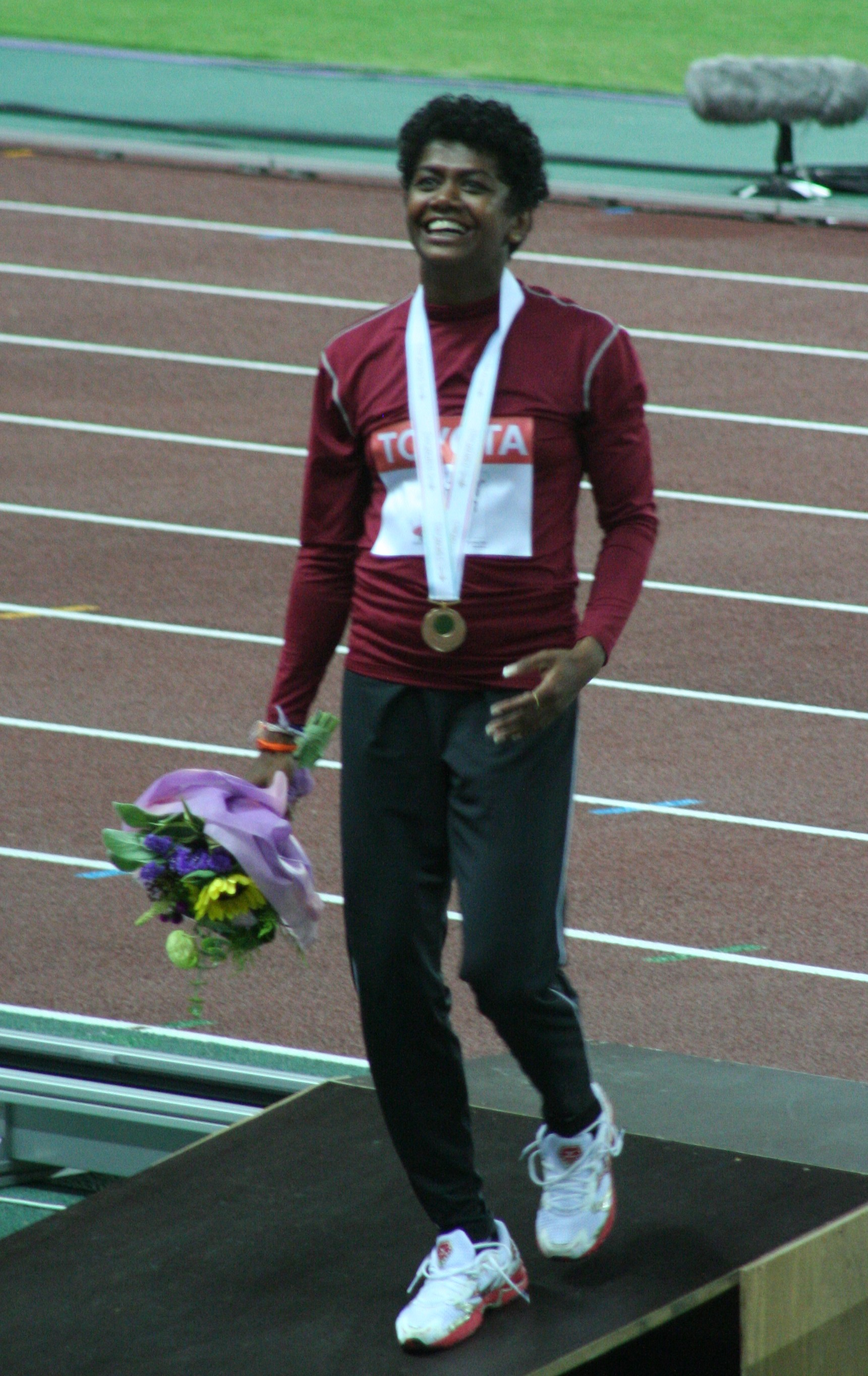
Susanthika Jayasinghe, bei den Weltmeisterschaften vor zwei Jahren Zweite über 200 Meter, trat zu ihrem Viertelfinalrennen nicht an

21. August 1999, 19:13 Uhr
Wind: +0,3 m/s
| Platz | Name                       | Nation    | Zeit (s) |
| ----- | -------------------------- | --------- | -------- |
| 1     | Marion Jones               | USA       | 10,76 CR |
| 2     | Debbie Ferguson            | Bahamas   | 11,06    |
| 3     | Natallja Safronnikawa      | Belarus   | 11,17 NR |
| 4     | Petja Pendarewa            | Bulgarien | 11,19    |
| 5     | Lucimar Aparecida de Moura | Brasilien | 11,31    |
| 6     | Martha Adusei              | Kanada    | 11,65    |
| DNS   | Irina Priwalowa            | Russland  |          |
| DNS   | Susanthika Jayasinghe      | Sri Lanka |          |

## Halbfinale
Aus den beiden Halbfinalläufen qualifizierten sich die jeweils ersten vier Athletinnen – hellblau unterlegt – für das Finale.

### Halbfinallauf 1
22. August 1999, 19:15 Uhr
Wind: +0,1 m/s
| Platz | Name                  | Nation       | Zeit (s) |
| ----- | --------------------- | ------------ | -------- |
| 1     | Inger Miller          | USA          | 10,81    |
| 2     | Ekaterini Thanou      | Griechenland | 10,83    |
| 3     | Chandra Sturrup       | Bahamas      | 11,02    |
| 4     | Mercy Nku             | Nigeria      | 11,11    |
| 5     | Liliana Allen         | Mexiko       | 11,13    |
| 6     | Philomena Mensah      | Kanada       | 11,26    |
| 7     | Petja Pendarewa       | Bulgarien    | 11,28    |
| 8     | Natallja Safronnikawa | Belarus      | 11,33    |

### Halbfinallauf 2

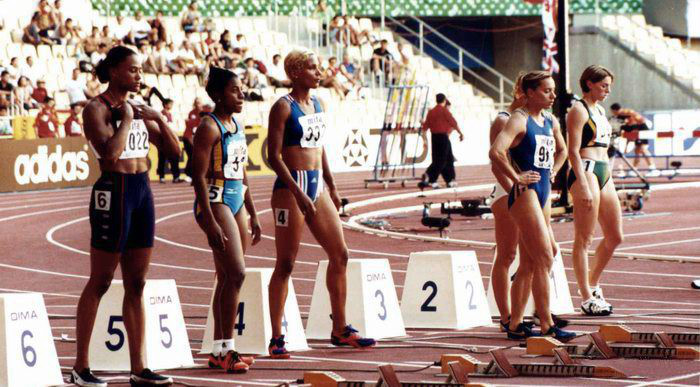
Startaufstellung zum zweiten Halbfinale (v. l. n. r.): Marion Jones, Debbie Ferguson, Christine Arron, Schanna Pintussewytsch, Andrea Philipp, Lauren Hewitt
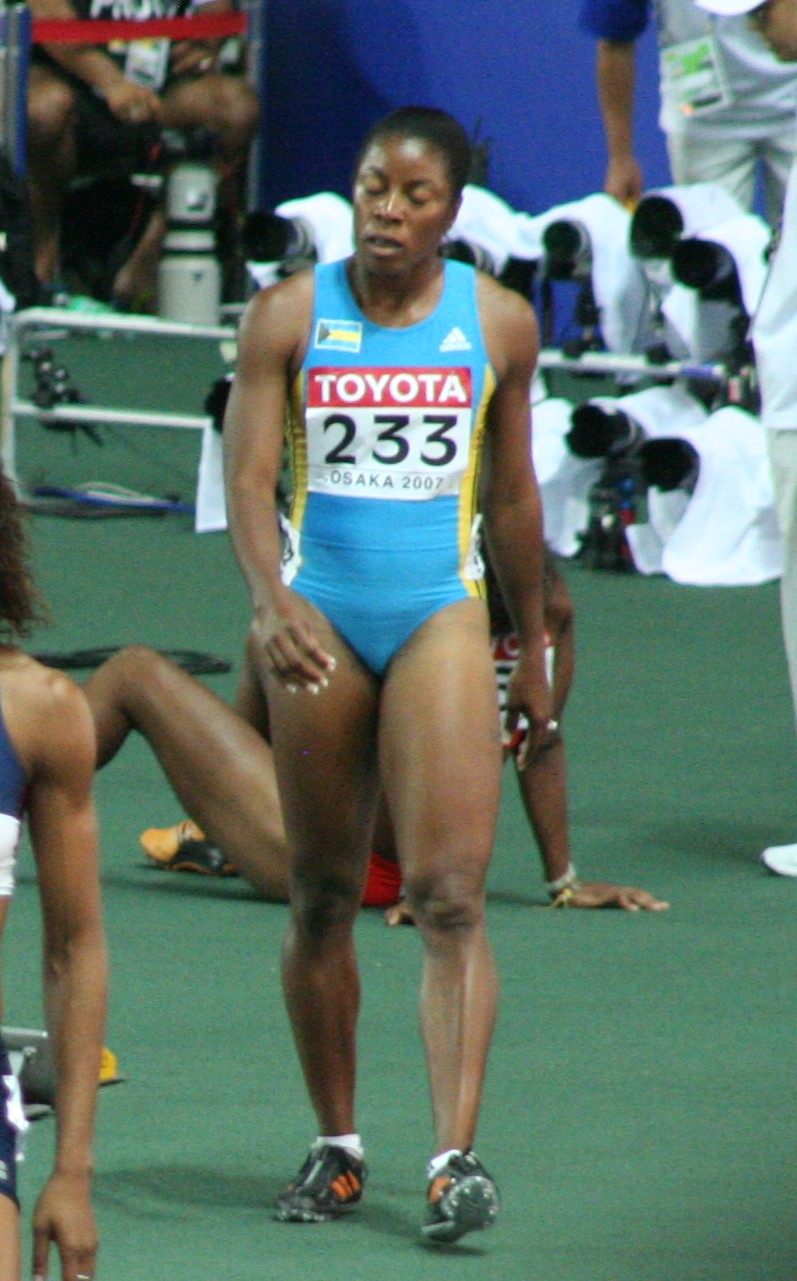
Für Debbie Ferguson reichte es mit 11,12 s nicht ins Finale

22. August 1999, 19:22 Uhr
Wind: −0,1 m/s
| Platz | Name                   | Nation      | Zeit (s) |
| ----- | ---------------------- | ----------- | -------- |
| 1     | Marion Jones           | USA         | 10,83    |
| 2     | Gail Devers            | USA         | 10,94    |
| 3     | Schanna Pintussewytsch | Ukraine     | 10,98    |
| 4     | Christine Arron        | Frankreich  | 11,04    |
| 5     | Debbie Ferguson        | Bahamas     | 11,12    |
| 6     | Savatheda Fynes        | Bahamas     | 11,15    |
| 7     | Andrea Philipp         | Deutschland | 11,27    |
| 8     | Lauren Hewitt          | Australien  | 11,29    |

## Finale

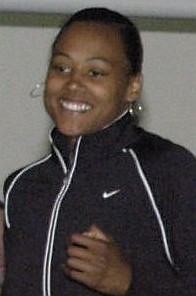
Titelverteidigerin Marion Jones siegte auch hier in Sevilla und gewann am Tag darauf noch Bronze im Weitsprung

22. August 1999, 21:00 Uhr
Wind: −0,1 m/s
| Platz | Name                   | Nation       | Zeit (s) |
| ----- | ---------------------- | ------------ | -------- |
| 1     | Marion Jones           | USA          | 10,70 CR |
| 2     | Inger Miller           | USA          | 10,79    |
| 3     | Ekaterini Thanou       | Griechenland | 10,84    |
| 4     | Schanna Pintussewytsch | Ukraine      | 10,95    |
| 5     | Gail Devers            | USA          | 10,95    |
| 6     | Christine Arron        | Frankreich   | 11,05    |
| 7     | Chandra Sturrup        | Bahamas      | 11,06    |
| 8     | Mercy Nku              | Nigeria      | 11,16    |

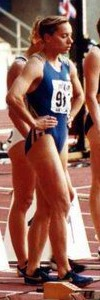
Für Schanna Pintussewytsch reichte es auf Rang vier nicht zu einer Medaille – 1997 hatte sie über 100 Meter noch WM-Silber und über 200 Meter Gold gewonnen
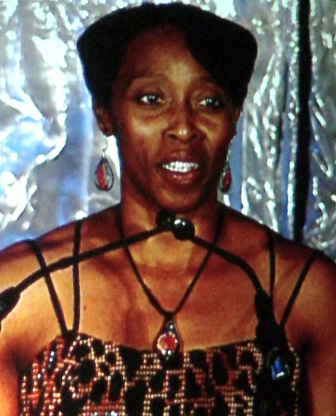
Zeitgleich mit Schanna Pintussewytsch belegte die bei Olympischen Spielen und Weltmeisterschaften hochdekorierte Gail Devers Rang fünf, sechs Tage darauf wurde sie noch einmal Weltmeisterin über 100 m Hürden
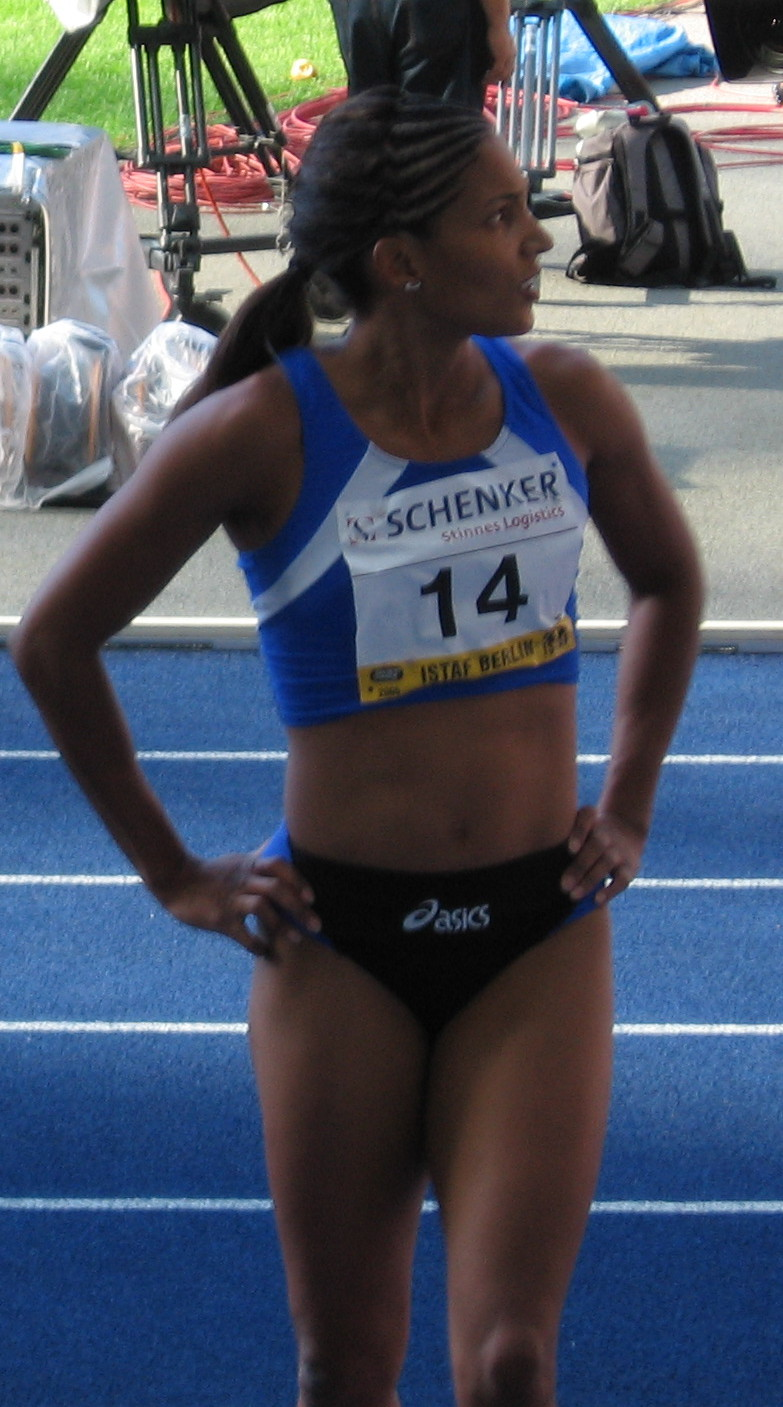
Die amtierende Europameisterin Christine Arron erreichte Platz sechs, am Schlusstag errang sie noch Silber mit der französischen Sprintstaffel

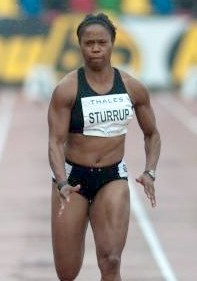
Chandra Sturrup wurde Siebte
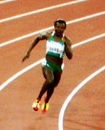
Die achtplatzierte Mercy Nku

## Video
- Women's 100m Final - 1999 IAAF World Championships auf youtube.com, abgerufen am 21. Juli 2020